# Mosul
Mosul là một thành phố ở miền bắc Iraq và thủ phủ của tỉnh Nineveh, khoảng 400 km (250 dặm) về phía tây bắc Baghdad. Thành phố ban đầu tọa ở bờ tây của sông Tigris, đối diện với thành phố cổ Assyria Nineveh ở bờ đông, nhưng khu vực đô thị hiện đã phát triển bao gồm các khu vực khá lớn trên cả hai bờ sông, với năm cây cầu nối hai bờ. Phần lớn dân số là người Ả Rập (với người Assyria, người Turmen Iraq và cộng đồng người Kurd thiểu số.
Năm 1987, dân số của thành phố Mosul là 664.221 người; ước tính dân số năm 2002 là 1.740.000 người, và đến năm 2008 dân số ước tính khoảng 1.800.000 người. Từ năm 2014, Mosul bị chiếm đóng bởi tổ chức Nhà nước Hồi giáo tự xưng IS, đến năm 2017, bằng các chiến dịch quân sự của chính phủ Iraq và các đồng minh thành phố này mới được lấy lại từ tay IS